# Oud Annerveen
Oud Annerveen is een klein dorp in de gemeente Aa en Hunze, in de Nederlandse provincie Drenthe. Het ligt in het uiterste noordwesten van de gemeente. Aan de zuidoostkant ligt het tegen Spijkerboor, in het noordoosten grenst het aan Zuidlaarderveen. Evenwijdig aan de Dorpsstraat, iets ten zuiden van het dorp, stroomt de Hunze.
Het dorp telde op 1 januari 2023 120 inwoners. Het heeft nauwelijks eigen voorzieningen.
Het dorp houdt ieder jaar in de maand mei een feestweek, waarbij de dorpen Nieuw Annerveen, klavers 4 (Molenwijk) en Duo (De kolk) 4 dagen lang  allerlei activiteiten en spellen doen. De bedoeling van het jaarlijkse evenement is om zo veel mogelijk punten te verdienen om daarmee het beste dorp te worden.
Drenthe: Steden en dorpen      Nederland: Provincies · Gemeenten